# Região Geográfica Imediata de Diamantino
A Região Geográfica Imediata de Diamantino  é uma das 18 regiões imediatas do estado brasileiro de Mato Grosso, uma das três regiões imediatas que compõem a Região Geográfica Intermediária de Cuiabá e uma das 509 regiões imediatas no Brasil, criadas pelo IBGE em 2017.

## Municípios
Fonte: IBGE 
| Município             | População Estimativa 2017 | Área (km²) |
| --------------------- | ------------------------- | ---------- |
| Alto Paraguai         | 10 921                    | 1846       |
| Arenápolis            | 9 455                     | 415        |
| Diamantino            | 21 294                    | 8230       |
| Nortelândia           | 5 895                     | 1353       |
| Nova Marilândia       | 3 159                     | 1936       |
| Nova Maringá          | 8 182                     | 11557      |
| Santo Afonso          | 3 050                     | 1174       |
| São José do Rio Claro | 19 728                    | 4536       |
| Total                 | 81 684                    | 31 047     |